# Operclipygus hospes
Operclipygus hospes (лат.) — вид мелких жуков-карапузиков из подсемейства Histerinae, (Exosternini). Южная Америка (распространение плохо документировано, возможно, только северо-восточная Амазония).

## Описание
Длина 1,75—1,78 мм, ширина 1,37—1,40 мм. Цвет красновато-коричневый. От близких видов отличается следующими признаками: боковые пронотальные проколы немногочисленны (<20) и довольно мелкие; тело меньше (~2 мм); простернальные килевидные полосы хорошо объединены задним престернальным швом, киль отчётливо сужен спереди. Тело удлинённо-овальное, бока субпараллельны посередине; лоб и эпистом слегка вдавлены посередине, эпистом слегка приподнят относительно лба; бока лобной полосы округлые, центральная часть полная, слегка дугообразно вытянута посередине; надглазничная полоса более или менее полная, узко отделена от боков лобной; булава усиков с верхней базолатеральной сенсорной ямкой; переднеспинка с глубоко вдавленным, удлинённым прескутеллярным вдавлением, почти вдвое длиннее щитика, заостренная кпереди. Вид был впервые описан в 1902 году Phelister hospes Lewis, 1902, а его валидный статус подтверждён в ходе ревизии, проведённой в 2013 году энтомологами Майклом Катерино (Michael S. Caterino) и Алексеем Тищечкиным (Santa Barbara Museum of Natural History, Санта-Барбара, США). Вид O. hospes был отнесён к группе видов Operclipygus hospes, близок к видам Operclipygus assimilis и Operclipygus ignifer.